# 37 Sextantis
37 Sextantis är en orange jätte i stjärnbilden Lejonet. Trots sin Flamsteed-beteckning tillhör den inte Sextantens stjärnbild. Den ligger på gränsen mellan stjärnbilderna och fick byta tillhörighet vid översynen av gränser mellan stjärnbilderna år 1930 och benämns efter bytet av stjärnbild ofta med sin HD-beteckning, HD 93244.
37 Sextantis har visuell magnitud +6,37 och är svagt synlig för blotta ögat vid mycket god seeing. Den befinner sig på ett avstånd av ungefär 325 ljusår.